# Liste der Bodendenkmäler in Kastl (Landkreis Altötting)
Auf dieser Seite sind die Bodendenkmäler in der oberbayerischen Gemeinde Kastl zusammengestellt. Diese Tabelle ist eine Teilliste der Liste der Bodendenkmäler in Bayern. Grundlage ist die Bayerische Denkmalliste, die auf Basis des Bayerischen Denkmalschutzgesetzes vom 1. Oktober 1973 erstmals erstellt wurde und seither durch das Bayerische Landesamt für Denkmalpflege geführt wird. Die folgenden Angaben ersetzen nicht die rechtsverbindliche Auskunft der Denkmalschutzbehörde.

## Bodendenkmäler in Kastl
| Lage                     | Objekt | Akten-Nr.     | Bild           |
| ------------------------ | --- | ------------- | -------------- |
| (Standort)               | Pestfriedhof der frühen Neuzeit (1648/49). | D-1-7742-0205 | Bodendenkmal   |
| (Standort)               | Siedlung oder verebnete Grabhügel vor- und frühgeschichtlicher Zeitstellung.                                                                              | D-1-7841-0047 |                |
| (Standort)               | Archäologische Befunde im Bereich eines Kanalsystems des hohen Mittelalters (Aichpointer Graben).                                                         | D-1-7842-0054 |                |
| (Standort)               | Straße der römischen Kaiserzeit. | D-1-7842-0066 |                |
| (Standort)               | Burgstall des hohen oder späten Mittelalters (Herrenberg).                                                                                                | D-1-7842-0142 |                |
| Schulstraße 1 (Standort) | Untertägige spätmittelalterliche und frühneuzeitliche Befunde im Bereich der katholischen Pfarrkirche Mariä Himmelfahrt in Kastl und ihres Vorgängerbaus. | D-1-7842-0143 | weitere Bilder |
| (Standort)               | Brandgräber der späten Bronzezeit. | D-1-7842-0145 |                |